# Kunsági-Máté Sándor
Kunsági-Máté Sándor (Nagykanizsa, 1963. június 28. –) magyar fizikus. A Magyar Tudományos Akadémia doktora (2022).

## Életpályája
1982–1987 között a József Attila Tudományegyetem Természettudományi Karának hallgatója volt. 1987–1994 között a Janus Pannonius Tudományegyetem Természettudományi Karának általános és fizikai kémiai tanszékén tudományos segédmunkatárs, 1994–1995 között tanársegéd, 1995–1998 között adjunktus volt, 1998-tól docens. 1994-ben DAAD-ösztöndíjas volt. 1998-ban PhD. fokozatot szerzett. 2022-ben a Magyar Tudományos Akadémia doktora lett.
Kutatási területe az elméleti kémiai szerkezetvizsgálatok optikai és kvantumkémiai módszerekkel. A fluoreszkáló molekulák és félvezető szilárdtestek konformációs tulajdonságainak kvantumkémiai vizsgálata, valamint a molekuláris lumineszcencia polarizációja.